# Achter-Canadier
Der Achter-Canadier (C8) (auch Canadier-Achter, Achter-Kanadier oder (früher) Renn-Mannschafts-Canadier (RMC)) ist die größte Bootsklasse im Kanurennsport. Es handelt sich dabei um einen Canadier, der von acht knienden Personen mit Stechpaddeln bewegt wird. Eine Mannschaft besteht aus jeweils vier Paddlern auf der linken und der rechten Seite und einem Steuermann, der im Heck sitzt. 
Rennen in der „Königsklasse“ des Kanurennsports werden nur national in Deutschland gefahren, sind hier aber traditionell Bestandteil im Programm der Deutschen Meisterschaften. Im Gegensatz zum Ruder-Achter war der Achter-Canadier niemals Bestandteil internationaler Wettkämpfe. Wie in allen anderen Canadier-Disziplinen des Kanurennsports werden (offizielle) Wettkämpfe ausschließlich in männlichen Wettkampfklassen ausgeschrieben. 

## Bauform
Achter-Canadier sind ca. 11 Meter lang und etwa 1 Meter breit. Ihr Gewicht variiert zwischen 50 und 150 Kilogramm Bis 1984 war in den Wettkampfbestimmungen des Deutschen Kanu-Verbandes die Bauform nach dem so genannten DKV-Einheitsriss vorgegeben, die ein bestimmtes Raummaß vorgab und von der Form her eher einem Wandercanadier als einem Rennboot entsprach. Diese Bestimmung wurde 1985 im Zuge einer redaktionellen Überarbeitung der Bestimmungen ohne weitere Diskussion gestrichen. Die Änderung blieb zunächst unbemerkt, bis die ersten Vereine 1990 mit zum Achter umgebauten Siebener-Canadiern an den Start gingen. Bis heute treten aus Kostengründen viele Vereine mit den nach dem Einheitsriss gebauten Traditionsbooten an, obwohl die letzten Boote dieser Bauart in den 1970er Jahren hergestellt wurden und diese Boote langsamer und schwerer sind. 

## Bedeutung
Bis zur nationalen und internationalen Einführung des Vierer-Canadiers im Jahre 1989 war der Achter neben dem Zweier das einzige Mannschaftsboot in den Canadier-Disziplinen und wurde in allen Altersklassen gefahren. Der Achter-Canadier über 1000 Meter setzte traditionell den Höhe- und Schlusspunkt der Deutschen Kanurennsport-Meisterschaften. Im Jahre 1991 beschloss der Deutsche Kanu-Verband die Abschaffung des Achters als Meisterschaftsdisziplin zugunsten des Vierers, lenkte nach massiven Protesten der betroffenen Sportler und Solidarisierungsaktionen auch der Kajakfahrer aber im Folgejahr ein. Seitdem sind Achter-Rennen in der Leistungsklasse und der Schülerklasse (jeweils über 500 m) wieder Meisterschaftsdisziplin. Der als Wanderpokal vergebene Herausforderungspreis für den Deutschen Meister in den Canadier-Mannschaftsrennen, der Hans-Schneekloth-Gedächtnispreis, wurde zwischenzeitlich auf den Deutschen Meister im Vierer-Canadier umgewidmet, wird aber seit 2003 wieder für den Deutschen Meister im Achter vergeben.
Die große Zeit der Achter-Canadier lag in den späten 1960er und frühen 1970er Jahren, als eine Vielzahl von Vereinen an den Meisterschaftsrennen teilnahm. Durch eine zunehmende Konzentration auf wenige leistungsstarke Vereine nahm die Zahl der an Deutschen Meisterschaften teilnehmenden Boote auf unter zehn ab. Nach der Zulassung von Renngemeinschaften auf Landesebene im Kanurennsport durch den DKV stabilisierte sich die Zahl der an der DM teilnehmenden Boote aber bei sieben bis neun.